# LKAB Nät
LKAB Nät AB är ett helägt dotterbolag till LKAB, som bedriver elnätverksamhet inom ett begränsat område inom centrala delar av Kiruna och Malmberget. Bolaget innehar nätkoncession för område med anläggningsnummer 100Z för Kiruna och 506O för Malmberget.

## Historik
När produktionsorterna byggdes upp kring gruvverksamheten för 100 år sedan var det LKAB som elektrifierade dem. Nätet har tidigare varit en del av LKAB:s verksamhet. Vid ändring av lagstiftningen för elproduktion, distribution och försäljning som skedde 1997, fick LKAB koncessionsrätten till nuvarande koncessionsområden i Kiruna respektive i Malmberget.